# Peter II van Courtenay

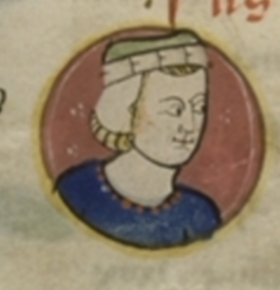
Voorstelling van Peter in een handschrift uit de 14e eeuw.

Peter van Courtenay (Frans: Pierre de Courtenay; ca. 1155 - 1217/1219) uit het huis Courtenay was als Peter II heer van Courtenay en als Peter I keizer van het Latijnse keizerrijk van Constantinopel van 1216 tot 1217. Daarnaast was hij door zijn huwelijk (iure uxoris) graaf van Nevers, Auxerre en Tonnerre alsook markgraaf van Namen.
Hij was een zoon van Peter I van Courtenay (- 1181/1183), een jongere zoon van koning Lodewijk VI de Dikke van Frankrijk. Zijn moeder was Elisabeth van Courtenay.

## Graaf van Nevers, Auxerre en Tonnerre

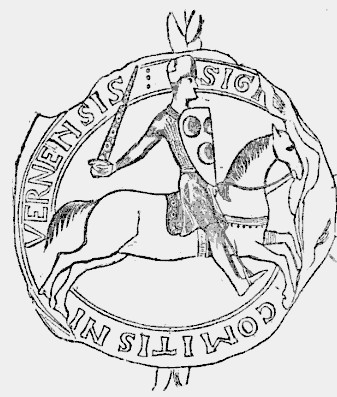
Ruiterzegel van Peter II van Courtenay als graaf van Nevers.

Peter erfde van zijn ten laatste in 1181/1183 gestorven vader de burchten van Courtenay en Montargis. Door bemiddeling van zijn neef, koning Filips II Augustus, trouwde hij in 1184 met Agnes, dochter van graaf Guido van Nevers en erfgename van de graafschappen Nevers, Auxerre en Tonnerre. In ruil voor deze aanzienlijke erfenis droeg hij Montargis over aan de kroon. Peter begeleidde de koning vanaf 1190 bij de Derde Kruistocht en keerde in diens gevolg ook in 1191 terug huiswaarts.
Kort na zijn terugkeer stierf Peters echtgenote (1193) en liet hem drie graafschappen en een dochter, Mathilde, (vermoedelijk in 1188 geboren) na, die hij als voogd evenwel kon besturen. Onmiddellijk daarop sloot hij met graaf Boudewijn IX van Vlaanderen een overeenkomst om met diens zus Yolande te trouwen. Daarenboven werd afgesproken dat Mathilde met de broer van de graaf van Vlaanderen, markgraaf Filips I van Namen, zou trouwen, zodra ze de huwbare leeftijd had bereikt. In 1197 kwam de graaf van Vlaanderen echter in opstand tegen koning Filips II Augustus, die weerom in 1199 het huwelijk van de erfgename van Nevers met de broer van zijn vijand verbood, nadat hij hiervoor in een schrijven van paus Innocentius III werd gewaarschuwd.
Rond diezelfde tijd was Peter met Hervé van Donzy  in een conflict geraakt om het bezit van de burcht van Gien. Hoewel Peter van de kant van de koning ondersteuning kreeg in de vorm van een huurlingencompagnie, werd hij op 3 augustus 1199 door zijn vijand in een veldslag niet ver van Donzy overwonnen en op de vlucht gedreven. De koning greep nu voor de bijlegging van het conflict direct in en bemiddelde een huwelijk tussen Mathilde en Hervé van Donzy, die daardoor het bestuur in Nevers werd overgedragen. Peter werd weerom een levenslang gebruiksrecht op Auxerre en Tonnerre toegekend. De twistappel Gien zou daarentegen in het Kroondomein worden opgenomen.
Van 1209 tot 1211 nam Peter samen met zijn broer Robert van Courtenay aan de Albigenzische Kruistocht deel en vocht in 1214 mee in de slag bij Bouvines. Reeds in 1212 had zijn tweede vrouw als erfgename van haar broer het markgraafschap Namen overgenomen.

## Latijns keizer van Constantinopel
Peters tweede echtgenote was sinds 1 juli 1193 Yolande (- 1219), een zus van Boudewijn I en Hendrik, de twee eerste keizers van het tijdens de Vierde Kruistocht opgerichte Latijnse keizerrijk van Constantinopel. Yolande erfde in 1212 bij het overlijden van haar broer Filips diens markgraafschap Namen, dat Peter voortaan iure uxoris regeerde.
De dood van de keizer Hendrik in 1216 plaatste de als gevolg van de Vierde Kruistocht in Constantinopel ontstane Latijnse feodale adel voor een opvolgingskwestie, aangezien de keizer geen wettelijke erfgenamen had. De keuze van edelen viel ten slotte op Peter van Courtenay als man van de oudste zus van de overledene, die de keizerlijke waardigheid nog in datzelfde jaar werd aangeboden. Opmerkelijk aan dit voorval is de In dit proces is het negeren van een vrouwelijke opvolgingsprincipe, want Peters troonopvolging was gebaseerd op de op hem gevallen keuze en kwam niet voort uit zijn huwelijk met de mogelijke erfgename van de eerste twee Latijnse keizers. Ook met de mogelijke aanspraken van de in Vlaanderen levende dochters van keizer Boudewijn I werden blijkbaar geen rekening gehouden. De keuze lijkt vooral op Peter te zijn gevallen omwille van de politieke omstandigheden waarin het nog jonge en amper gevestigde Latijnse keizerrijk zich in het vroegere Byzantijnse Rijk bevond, zodat het een constante strijd om haar voortbestaan moest voeren tegen de erfgenamen van het aloude Byzantijnse Rijk. Zo vocht men in Klein-Azië tegen het rivaliserende Byzantijnse keizerrijk Nicea van Theodoros I Laskaris en in Europa tegen het despotaat Epirus van Theodoros Komnenos Doukas. Een verdere bedreiging was het opkomende Tweede Bulgaarse Rijk. Hierdoor hebben de Latijnse edelen vermoedelijk gedacht dat alleen een militaire leider op de troon van Constantinopel het voortbestaan van hun rijk kon garanderen en Peter van Courtenay stond bekend als een kruistochtveteraan en deelnemer aan verscheidene veldslagen. Een ander punt dat in zijn voordeel zou hebben gesproken, was zijn afstamming van het Huis Capet en daarmee zijn bloedverwantschap met het Franse koningshuis zijn, door wiens politieke banden met het 'moederland' van de Latijnse edelen kon worden rechtgehouden. Bovendien had Peter al een kroostrijk nageslacht, die met het oog op de toekomst een soepele opvolging kon garanderen. Een van zijn dochters was bovendien met de koning van Hongarije getrouwd, de machtigste heerser van het Zuidoost-Europa, die zo misschien ook als waardevolle bondgenoot voor hun zaak kon worden gewonnen.
In het voorjaar van 1217 ondernam Peter samen met zijn vrouw, vier van hun kinderen en een klein gevolg de reis naar Constantinopel. Aan hun oudste zoon, Filips, lieten ze de erfenis van moederskant, Namen, over en ook hun tweede oudste zoon Robert zou in het thuisland achterblijven. Hun reisweg op de toentertijd gebruikelijke route - in het bijzonder voor de Franse oostelijke reizende - leidde hen over Italië, waar de reis per schip tot aan hun eindbestemming zou worden voortgezet. Op zijn eigen aandringen werd Peter in Rome in Sint-Laurens buiten de Muren op 9 april 1217 door paus Honorius III tot keizer gezalfd en gekroond. Hij zou daarmee de enige Latijnse keizer van Constantinopel zijn die zijn kroon uit handen van de geestelijke leider van de Latijnse kerk ontving. Ook de plaats van de kroningsceremonie is opmerkelijk. Volgens Koenraad van Fabaria werd Peter doelbewust niet in de Sint-Pietersbasiliek gekroond, omdat deze plaats enkel voor de kroning van over de stad Rome heersende keizers was gereserveerd en niet voor een in Constantinopel residerende keizer, opdat niet de indruk zou worden gewekt dat ook (Latijnse) keizers in Constantinopel aanspraak maakten op de stad Rome. In ieder geval had men de toestemming van de toen in het westen regerende keizer moeten bekomen. In 1217 was dit de inmiddels verregaand van zijn macht beroofde Otto IV, terwijl de door de paus ondersteunde Staufe Frederik II reeds voor de keizerlijke waardigheid was voorbestemd maar nog niet gekroond was. Op 11 april 1217 stelde Peter voor het eerst een oorkonde op met zijn keizerlijke titulatuur ("Petrus, Dei gratia fidelissimus in Christo Constantinopolitanus Imperator a Deo coronatus, Romanie moderator et semper augustus"): hij bevestigde hiermee aan de Venetiaanse doge Pietro Ziani het door de aanvoerders van de Vierde Kruistocht met Enrico Dandolo overeengekomen verdrag van 1204, dat de gebiedsopdeling van het Byzantijnse Rijk tussen de kruisvaarders en Venetië regelde. Op 16 april 1217 stelde Peter voor een tweede en nu ook voor de laatste keer als keizer ene oorkonde op waarin hij de erfrechten van de zonen van Bonifatius I van Montferrat erkende, vooral dan de opvolging van Demetrius in het koninkrijk Thessaloniki.
Eind april 1217 zette Peter met zijn aanhang en nu in gezelschap van de kardinaal-legaat Giovanni Colonna de reis voort. Op Venetiaans schepen zou Constantinopel langs de zeeweg rond Griekenland heen worden bereikt. In Brindisi scheidde hij zich van zijn familie, die hem zouden vooruitreizen, terwijl hijzelf volledig in de geest van de Vierde Kruistocht voor Venetië als tegenprestatie voor het overzetten de beduidende havenstad Durazzo zou veroveren, die aan de despoten van Epirus was onderworpen. Met slechts een gering aantal aan gewapende volgelingen mislukte de aanval op de sterk versterkte stad. Blijkbaar keerde daarop de Venetiaanse vloot wegens het nietig geworden transportverdrag naar haar moederstad terug. Daarom vatte Peter het plan op een direct route over land naar Constantinopel te nemen, waarvoor hij echter het vijandelijk gebied van de despoten van Epirus moest doorkruisen. Deze beslissing bleek al snel fataal te zijn, toen de reisgroep door de mannen van de despoten werden ontdekt en gevangen gezet.
Het einde van keizer Peter is een mysterie. Een precieze sterfdatum wordt in geen enkele van de kronieken vermeld, zijn dood in gevangenschap wordt meestal in verband met zijn gevangenname vermeld. Pauselijke brieven van 28 juli 1217 en 4 november 1217 noemen hem nog als gevangen en onder de levenden, daarna eindigen echter de berichten over hem. De samen met hem gevangen genomen kardinaal Colonna werd in het voorjaar van 1218 nadat de paus met een kruistocht had gedreigd door de despoot vrijgelaten, waarbij van Peter echter gene sprake meer is, wat zijn dood lijkt te bevestigen. Anderzijds nam zijn vrouw Yolande na haar aankomst in Constantinopel als keizerlijke gemalin het plaatsvervangende regentschap voor hem op en behield dit tot aan haar eigen dood eind 1219, zonder dat daarbij iets over opvolgingsregelingen voor de keizerlijke waardigheid werden besproken. Zijn en de hoge edelen van Constantinopel moeten aldus ervan zijn uitgaan dat Peter nog in leven was, anders was er voor het regentschap van Yolande geen reden meer geweest en zou aan haar zoon Peter de keizerlijke waardigheid zijn aangeboden geweest. Daartoe ging men pas over na de dood van Yolande in 1219, wanneer de dood van Peter nu blijkbaar als vaststaand feit werd aanvaard. De Griekse schrijver Georgios Akropolites wist te vermelden dat Peter door het zwaard was gestorven, wat een executie doet vermoeden. Anderzijds wordt deze bewering door geen enkele andere bron bevestigd.
Voor de opvolging op de troon van Constantinopel werden de Latijnse edelen het in december 1219 eens over Peters oudste zoon Filips. Deze wees echter de keizerlijke waardigheid ten gunste van zijn jongere broer Robert af.

## Nakomelingen
Uit zijn eerste huwelijk met Agnes had Peter slechts een kind:
- Mathilde.

Uit zijn tweede huwelijk, met Yolande van Henegouwen, had hij 13 kinderen:
1. Margaretha (- 17 juli 1270), markgravin van Namen (1228-1237) ∞ 1) rond 1210 met Rudolf III van Issoudun (- 1 maart na 1212), ∞ 2) voor 1217 met Hendrik I, graaf van Vianden (- 19 november (?) 1253)
2. Elisabeth (- na augustus 1253) ∞ 1) Gaucher, graaf van Bar-sur-Seine (- 1219) (huis Le Puiset), ∞ 2) in 1220 met Odo I de Montagu (- na augustus 1253)
3. Yolande (- 1233) ∞ in 1215 met koning Andreas II van Hongarije
4. Agnes (- na 1247) ∞ in 1217 met Godfried II van Villehardouin, vorst van Achaje (- 1245)
5. Maria (- na 1228) ∞ in 1218 met Theodoros I Laskaris, keizer van Nicea
6. Eleonora (- voor 1230) ∞ Filips van Montfort (- 1270), heer van Castres, Tyrus en Toron
7. Constance, 1210
8. Sibylle (1197 - 1210), non
9. Filips II (- 1226), in 1216 markgraaf van Namen en heer van Courtenay
10. Peter (III), 1210, geestelijke
11. Robert (- voor 13 februari 1228), Latijns keizer van Constantinopel ∞ in 1228 NN, dochter van Boudewijn van Neufville
12. Hendrik II (- 1229), in 1226 graaf van Namen
13. Boudewijn II (1218 - na 15 oktober 1273), Latijns keizer van Constantinopel ∞ op 19 april 1229 met Maria van Brienne (- na 5 mei 1275), dochter van Jan van Brienne, koning van Jeruzalem, dan medekeizer in Constantinopel

## Voorouders
| Voorouders van Peter II van Courtenay (1155-1219) | Voorouders van Peter II van Courtenay (1155-1219)                               | Voorouders van Peter II van Courtenay (1155-1219)                               | Voorouders van Peter II van Courtenay (1155-1219)                               | Voorouders van Peter II van Courtenay (1155-1219)                               | Voorouders van Peter II van Courtenay (1155-1219)                       | Voorouders van Peter II van Courtenay (1155-1219)                       | Voorouders van Peter II van Courtenay (1155-1219)                       | Voorouders van Peter II van Courtenay (1155-1219)                       |
| ------------------------------------------------- | ------------------------------------------------------------------------------- | ------------------------------------------------------------------------------- | ------------------------------------------------------------------------------- | ------------------------------------------------------------------------------- | ----------------------------------------------------------------------- | ----------------------------------------------------------------------- | ----------------------------------------------------------------------- | ----------------------------------------------------------------------- |
| Overgrootouders                                   | Filips I van Frankrijk (1052-1108) ∞ Bertha van Holland (1058-1094)             | Filips I van Frankrijk (1052-1108) ∞ Bertha van Holland (1058-1094)             | Humbert II van Savoye (1072-1103) ∞ Gisela van Bourgondië (1075-1133)           | Humbert II van Savoye (1072-1103) ∞ Gisela van Bourgondië (1075-1133)           | Milo de Courtenay (-1127) ∞ Ermengarde of Nevers (1073-1100)            | Milo de Courtenay (-1127) ∞ Ermengarde of Nevers (1073-1100)            | Frederick du Donjon en Corbeil (-) ∞ ? (-)                              | Frederick du Donjon en Corbeil (-) ∞ ? (-)                              |
| Grootouders                                       | Lodewijk VI van Frankrijk (1081-1137) ∞ 1115 Adelheid van Maurienne (1092-1154) | Lodewijk VI van Frankrijk (1081-1137) ∞ 1115 Adelheid van Maurienne (1092-1154) | Lodewijk VI van Frankrijk (1081-1137) ∞ 1115 Adelheid van Maurienne (1092-1154) | Lodewijk VI van Frankrijk (1081-1137) ∞ 1115 Adelheid van Maurienne (1092-1154) | Reinoud van Courtenay (-) ∞ Hawise du Donjon (1075-1133)                | Reinoud van Courtenay (-) ∞ Hawise du Donjon (1075-1133)                | Reinoud van Courtenay (-) ∞ Hawise du Donjon (1075-1133)                | Reinoud van Courtenay (-) ∞ Hawise du Donjon (1075-1133)                |
| Ouders                                            | Peter I van Courtenay (1081-1137) ∞ Elisabeth van Courtenay (1092-1154)         | Peter I van Courtenay (1081-1137) ∞ Elisabeth van Courtenay (1092-1154)         | Peter I van Courtenay (1081-1137) ∞ Elisabeth van Courtenay (1092-1154)         | Peter I van Courtenay (1081-1137) ∞ Elisabeth van Courtenay (1092-1154)         | Peter I van Courtenay (1081-1137) ∞ Elisabeth van Courtenay (1092-1154) | Peter I van Courtenay (1081-1137) ∞ Elisabeth van Courtenay (1092-1154) | Peter I van Courtenay (1081-1137) ∞ Elisabeth van Courtenay (1092-1154) | Peter I van Courtenay (1081-1137) ∞ Elisabeth van Courtenay (1092-1154) |